# TTC Gazprom Orenbourg
Le Tennis de table club du Fakel Gazprom Orenbourg (TTC Orenbourg) est un club russe de tennis de table situé à Orenbourg.

## Histoire du club
Créé en 2001, le TTC Orenbourg a rapidement monté les échelons pour atteindre en 2004 la Super League de Russie. Les hommes échouent également en finale de la Coupe de Russie. Passant sous la tutelle de Gazproma l'année suivante, le club devient le TTC Fakel Gazprom et continue sur sa lancée en devenant Champion de Russie dès sa première année dans l'élite. Ils échouent une nouvelle fois en finale de la coupe russe.
En 2006, le club réalise le premier doublé Championnat-Coupe de son histoire. Ils terminent vice-champions l'année suivante. Parallèlement à ces résultats, le club progresse d'année en année.
En 2010, les Russes remportent l'ETTU Cup pour la première fois de leur jeune histoire.
En 2011, le club participe pour la première fois de son histoire à la Ligue des champions. Son aventure est un exploit puisqu'en plus de devenir le premier club russe à se hisser en demi-finale, le club se paye le luxe d'éliminer les Belges du Royal Villette Charleroi pour devenir le premier représentant russe en finale de la Ligue des champions. Remportant entre-temps son 4e championnat russe, le club ne remonte pas la défaite du match aller 3-0 subie face aux doubles tenants du titre de Düsseldorf, ne gagnant le retour que sur le score de 3 victoires à 1. Orenbourg retourne en finale, cette fois-ci dans la peau de grand favori à la victoire finale à la suite de l'élimination du Borussia Düsseldorf lors des phases de poules. Le TTCGO devient alors le premier club russe sacré en Ligue des champions à la suite de ses victoires sur l'UMMC Ekaterinbourg lors de la première finale cent pour cent russe de l'histoire.

## Effectif 2014-2015
- Dimitrij Ovtcharov : n° 7 mondial
- Vladimir Samsonov : n° 12 mondial
- Alekseï Smirnov : n° 74 mondial
- Fedor Kuzmin : n° 145 mondial

## Palmarès
- Ligue des Champions (5) :
  - Vainqueur en 2012, 2013, 2015, 2018 et 2019
  - Finaliste en 2011, 2014 et 2017
- ETTU Cup (1) :
  - Vainqueur en 2010
- Championnat de Russie (6)
  - Champion en 2005, 2006, 2008, 2011; 2012 et 2015
- Coupe de Russie (3) :
  - Vainqueur en 2006, 2009 et 2012

## Parcours
| Saison    | Championnat   | Coupe de Russie | Compétition         | Parcours           |
| --------- | ------------- | --------------- | ------------------- | ------------------ |
| 2013-2014 | -             | -               | Ligue des Champions | Finaliste          |
| 2012-2013 | Vice-Champion | -               | Ligue des Champions | VAINQUEUR          |
| 2011-2012 | CHAMPION      | VAINQUEUR       | Ligue des Champions | VAINQUEUR          |
| 2010-2011 | CHAMPION      | -               | Ligue des Champions | Finaliste          |
| 2009-2010 | -             | -               | ETTU Cup            | VAINQUEUR          |
| 2008-2009 | -             | VAINQUEUR       | ETTU Cup            | Demi-finaliste     |
| 2007-2008 | CHAMPION      | Demi-finaliste  | ETTU Cup            | Quart de finaliste |
| 2006-2007 | Vice-Champion | -               | ETTU Cup            | Quart de finaliste |
| 2005-2006 | CHAMPION      | VAINQUEUR       | ETTU Cup            | 8e de finaliste    |
| 2004-2005 | CHAMPION      | Finaliste       | ETTU Cup            | -                  |
| 2003-2004 | Montée        | Finaliste       | ETTU Cup            | -                  |